# James Finlayson (acteur)
Pour les articles homonymes, voir Finlayson.
James « Jimmy » Finlayson est un acteur américain d'origine britannique né le 27 août 1887 à Falkirk en Écosse au Royaume-Uni, mort le 9 octobre 1953 à Los Angeles en Californie aux États-Unis.
Il est l'un des plus fameux comparses de Laurel et Hardy avec lesquels il tourne une bonne trentaine de films et courts-métrages entre 1927 et 1940. Il joue souvent le personnage opposé au duo comique répondant au nom de Finn ou de Jimmy.
Sa technique de jeu préférée est le double take, technique du burlesque qui consiste à réagir en deux temps à une scène surprenante et qui marque la lenteur de compréhension d'un personnage.

## Biographie
Débutant jeune sur les planches, il part en tournée aux États-Unis dans les années 1910 et s'y installe.
Au cinéma, il devient d'abord un Keystone cop, l'un de ces drôles de policiers très en vogue dans ces années-là. En 1923, il est engagé dans le même studio que Laurel et Hardy et obtient un certain succès auprès de ces deux compères.
En 1947, il joue son propre rôle dans Les Périls de Pauline de George Marschall.
Décès :
L'actrice anglaise Stephanie Insall et Finlayson prenaient régulièrement le petit déjeuner ensemble. Cependant, le matin du 9 octobre 1953, Finlayson ne se présente pas à l'heure habituelle. Sachant qu'il était grippé depuis peu, elle se rend à son domicile où elle découvre son corps, mort d'une crise cardiaque la nuit précédente. Il était âgé de 66 ans

### D'oh!
Finlayson utilise l'expression « D'oh! », forme raccourcie du juron « Damn! » ("Diable !"). Plus de 50 ans plus tard, Matt Groening, auteur des Simpson, demande à Dan Castellaneta, voix de Homer Simpson, de produire un « grognement agacé » (annoyed grunt) et préfère qu'il prononce le « d'ooooooh » de Finlayson mais plus rapidement. Castellaneta le raccourcit en un rapide « d'oh! », désormais célèbre et ajouté en 2001 à l'Oxford English Dictionary, mais sans l'apostrophe.

## Filmographie

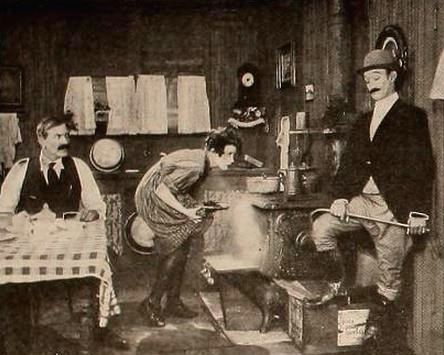
(de g. à dr.) Bert Roach, Louise Fazenda et James Finlayson, dans Un mariage mouvementé (1920).

| - 1918 : Hey, Doctor! - 1919 - The Foolish Age - Never Too Old - East Lynne with Variations : homme soûl - Yankee Doodle in Berlin : gardien de prison allemand - The Village Smithy - Love's False Faces - Trying to Get Along - The Dentist - Treating 'Em Rough - Up in Alf's Place - La Petite Dame d'à côté (The Speakeasy) de F. Richard Jones - 1920 - Un mariage mouvementé (Down on the Farm), de Ray Grey, Erle C. Kenton et F. Richard Jones : le banquier sportif - By Golly! - Married Life : l'homme qui fait le bien - You Wouldn't Believe It - Great Scott! - Don't Weaken! - My Goodness - Love, Honor and Behave! - Bungalow Troubles - 1921 - L'Idole du village (A Small Town Idol) de Erle C. Kenton et Mack Sennett : J. Wellington Jones - The Unhappy Finish - Made in the Kitchen - She Sighed by the Seaside - Home Talent : l'acteur sans succès - Love's Outcast - Hard Knocks and Love Taps - Bright Eyes - 1922 - Please Be Careful - Gymnasium Jim - The Wise Duck - Fiancé malgré lui (The Crossroads of New York) de F. Richard Jones : avocat - Ma and Pa - Home Made Movies - When Summer Comes - Newly Rich - 1923 - A Tough Winter - Before the Public - California or Bust - La Sirène de midi (The Noon Whistle) : O'Hallahan, le chef de chantier - White Wings : patient du dentiste - Sold at Auction - Pick and Shovel : le chef de chantier - The Courtship of Miles Sandwich : Miles Sandwich - Where's My Wandering Boy This Evening? - The Mystery Man - Pitfalls of a Big City - A Man About Town : Humko, détective du magasin - Laurel dans la jungle (Roughest Africa) : lieutenant Hans Downe (le petit chef) - Jus' Passin' Through : homme soûl - Frozen Hearts : lieutenant Tumankikine - The Whole Truth : l'avocat de la défense - The Soilers : Smacknamara - Scorching Sands : James - Fully Insured - Mother's Joy : baron Buttontop - Oranges and Lemons (Oranges et citrons) : un travailleur - 1924 - Smithy : sergent - Postage Due : inspecteur de la poste - Zeb vs. Paprika : l'entraîneur - Brothers Under the Chin - Near Dublin : vendeur de briques - Before Taking - Rupert of Hee Haw - Wide Open Spaces : Jack McQueen - Why Husbands Go Mad - Our Congressman - Short Kilts : le fils de McGregor - Hot Heels - Are Blonde Men Bashful? - 1925 - Change the Needle - Hard Boiled - The Haunted Honeymoon - Are Husbands Necessary? - Are Husbands Human? - Welcome Home - Sure-Mike - Tell It to a Policeman - Official Officers : le motard en colère - Thundering Landlords - In the Grease - Le Piège à maris (Chasing the Chaser) de Stan Laurel : Gilroy, le mari - Yes, Yes, Nanette : Hillory, le nouveau mari - Innocent Husbands : l'employé du bureau - Madame Sans Jane - Mary, Queen of Tots : acteur de la station radio - Unfriendly Enemies : le cameraman - Moonlight and Noses : Professor Sniff - La Fille de l'aubergiste (The Caretaker's Daughter) : le limier de la prohibition - Cuckoo Love - Flaming Flappers - 1926 - A Punch in the Nose - What's the World Coming To? : le beau-père - Your Husband's Past - Dizzy Daddies : Jonathan Haig - Wife Tamers : serveur - Ukulele Sheiks - Madame Mystery : l'auteur - Don Key (Son of Burro) : le prétendant de Vivien - Never Too Old : le majordome - Un mariage mouvementé (Thundering Fleas) de Robert F. McGowan : le juge de paix - The Merry Widower : le chasseur - Should Husbands Pay? : Mr. Krum - Wise Guys Prefer Brunettes : le doyen de l'université de Pinkham - Raggedy Rose : Simpson Sniffle - The Nickel-Hopper de F. Richard Jones : habitant du 625 Park Street - 1927 - Anything Once! - Seeing the World : 'Old Buzz-Fuzz, professeur - One Hour Married - Forgotten Sweeties - The Honorable Mr. Buggs - Sans loi (No Man's Law) de Fred Jackman : Jack Belcher - Un ancien flirt (Love 'Em and Weep) : Titus Tillsbury - Don't Tell Everything : l'avocat Goldblum - Les Gaietés de l’infanterie (With Love and Hisses) : captaine Bustle - Poursuite à Luna-Park (Sugar Daddies) : Olit tycoon Cyrus Brittle - Les Forçats du pinceau (The Second 100 Years) : Gouverneur Browne Van Dyke - Le Chant du coucou (Call of the Cuckoo)' : fou de l'asile - Hats Off : propriétaire de Kwickway Washing Machine Co. - Les Deux Détectives (Do Detectives Think?) : le juge Foozle - Fighting Fathers - 1928 - Should Tall Men Marry? : Joe Skittle - Laurel et Hardy à l'âge de pierre (Flying Elephants) (court métrage) : joueur de saxophone - Galloping Ghosts : commissaire de police - Bachelor's Paradise de George Archainbaud : Pat Malone - Ladies' Night in a Turkish Bath : Pa Slocum - Old Wives Who Knew - Lady Be Good de Richard Wallace : Trelawney West - Show Girl : M. Dugan - 1929 - Vive la liberté (Liberty) de Leo McCarey : responsable du magasin - Œil pour œil (Big Business) : propriétaire - Fast Freight : peintre de chez Spooky - Two Weeks Off : Pa Weaver - La flotte est dans le lac (Men O'War) : barman + loueur de canots - Hard to Get : Pa Martin - Derrière les barreaux (The Hoose-Gow) : Gouverneur - Wall Street : Andy | - 1930 - El Príncipe del dólar - Ladrones - Chercheuses d'or - Les Deux Cambrioleurs (Night Owls) de James Parrott : Meadows - Young Eagles : Scotty - La Patrouille de l'aube (The Dawn Patrol) de Howard Hawks : Sergent - For the Defense : Parrott - Dollar Dizzy : détective - Feet First : peintre - Drôles de locataires (Another Fine Mess) : Colonel Wilburforce Buckshot - 1931 - Quand les poules rentrent au bercail (Chickens Come Home) : le majordome - Second Hand Kisses - Frozen Face - Politiquerías : Criado - Not So Loud - Justes Noces (Our Wife) : père de la fiancée - One of the Smiths - Stout Hearts and Willing Hands - June First - Sous les verrous (Pardon Us) : l'enseignant - Oh! Oh! Cleopatra - Trouble from Abroad - A Clean-Up on the Curb : nettoyeur de la rue - Beach Pajamas (en) de William Goodrich - False Roomers - Laurel et Hardy campeurs (One Good Turn) : un joueur de la communauté - Oh! Marry Me - Scratch-As-Catch-Can - A Melon-Drama - The Hasty Marriage : le père de Kitty - 1932 - Prenez garde au lion (The Chimp) : Ringmaster - La Foudre d'en bas (Thunder Below) de Richard Wallace : Scotty - Iceman's Ball : commissaire Walters - Union Wages - Les Sans-soucis (Pack Up Your Troubles) : Général - The Millionaire Cat - Lights Out - Boy Oh Boy! - Jitters the Butler : Phineas P. McPhinn - 1933 - Thru Thin and Thicket; or, Who's Zoo in Africa - Strictly in Confidence - Dick Turpin : Jeremy - Hokus Focus - Nature in the Wrong : la voix du lion - Les Deux Flemmards (Me and My Pal) : Peter Cucumber - His Silent Racket : James Finlayson - Fra Diavolo (The Devil's Brother) : Lord Rocburg - The Druggist's Dilemma : Andrew Finch - Mush and Milk : M. Brown, le banquier - 1934 - What Happened to Harkness? : l'agent de police Gallun - Trouble in Store : l'homme à la montre - Oh No Doctor! : Axminster - Nine Forty-Five : P.C. Doyle - The Girl in Possession - Big Business : P.C. - So This Is Harris ! : joueur de golf professionnel - Father and Son (en) de Monty Banks : Bildad - 1935 - Who's Your Father - Handle with Care de Randall Faye : Jimmy - Treasure Blues : oncle Stony Harbour (en photo) - Qui dit mieux ? (Thicker Than Water) : le commissaire priseur - Bons pour le service (Bonnie Scotland) : sergent Major Finlayson - Manhattan Monkey Business : le père de Joyce - Life Hesitates at 40 - 1936 - La Bohémienne (The Bohemian Girl) : capitaine Finn - C'est donc ton frère (Our Relations) : Finn, responsable - 1937 - Laurel et Hardy au Far-West (Way Out West) : Mickey Finn - On demande une étoile (Pick a star) : le directeur de Laurel' - L'Or et la femme (The Toast of New York) : inventeur du Trick-hat - All Over Town (en) : MacDougal - This Way Please : policier - Ange (Angel) : deuxième majordome de Barker - SOS vertu ! (Wise Girl) de Leigh Jason : geôlier - 1938 - False Roomers : oncle Jim - Têtes de pioche (Block-Heads) : l'homme dans les escaliers - Carefree : l'homme au magasin de golf - 1939 - Dog-Gone : M. Jones - Hollywood Cavalcade : policier de chez Keystone - Laurel et Hardy conscrits (The Flying Deuces) : géôlier - The Great Victor Herbert : l'allumeur de réverbères - Raffles, gentleman cambrioleur (Raffles) : Hansom, le chauffeur de taxi - 1940 - Les As d'Oxford (A Chump at Oxford) : Baldy Vandevere - En croisière (Saps at Sea) : Dr J.H. Finlayson - Correspondant 17 (Foreign Correspondent) : passant allamend - 1941 - Nice Girl? : le flâneur - One Night in Lisbon : directeur du raid aérien - New Wine - 1942 : To Be or Not to Be : le fermier écossais avec une moustache - 1943 : Yanks Ahoy! : Cook Flynn - 1946 - She-Wolf of London : l'agent avec Hobbs et Latham - La Pluie qui chante (Till the Clouds Roll By) : Candy Vendor - 1947 - Les Exploits de Pearl White (The Perils of Pauline) : le chef - Thunder in the Valley : juge de court - 1948 - Here Comes Trouble (en) de Fred Guiol : nettoyeur de rue - La Belle imprudente (Julia Misbehaves) : Bill Collector - Grand Canyon Trail : shérif - Hills of Home : Bit Role - 1949 : Le Défi de Lassie (Challenge to Lassie) : journaliste papier - 1951 - Mariage royal (Royal Wedding) : Cabby - Si l'on mariait papa (Here Comes the Groom) : marin soûl / invité du mariage |